# 六盘水旅游单轨
六盘水旅游单轨是位于中华人民共和国貴州省六盤水市野玉海的一条单轨线路，于2019年正式载客运营。

## 建设历程
2019年6月5日，海坪单轨观光小火车站综合服务设施-候车厅建设项目公开比选招标代理机构公告。
2019年6月12日，海坪单轨观光小火车站综合服务设施-候车厅建设项目招标代理机构比选中标公告发布。
2019年8月7日，海坪单轨观光小火车站综合服务设施-候车厅建设施工招标项目竞争性谈判采购结果公示。

## 运营信息
单程80元/人，往返120元/人。
1. ↑  .   [2019-09-05]. （原始内容存档于2019-09-05）.
2. ↑  .   [2019-09-06]. （原始内容存档于2019-09-06）.
3. ↑  .   [2019-09-06]. （原始内容存档于2019-09-06）.
4. ↑  .   [2019-09-06]. （原始内容存档于2019-09-06）.
5. ↑  .   [2019-09-05]. （原始内容存档于2019-09-05）.